# Dialetto vivaro-alpino
Il vivaro-alpino , (nome nativo vivaroalpenc o vivaroaupenc, in francese vivaro-alpin) è un dialetto della lingua occitana. Appartiene al gruppo del nord occitano insieme al limosino e all’alvernese.
Il dialetto è parlato in Francia nella parte del Velay, nel nord del Vivarese e nel sud del Delfinato, mentre in Italia a Guardia Piemontese (CS) e in alcune valli occitane del Piemonte, in cui è anche noto come provenzale alpino.
Il nome vivaro-alpino è stato coniato da Pierre Bec negli anni '70; i dialetti vivaro-alpini sono tradizionalmente chiamati gavot dalle Alpi Marittime alle Alte Alpi.

## Sottodialetti
Il vivaro-alpino presenta due gruppi sottodialettali:
- l'aupenc (alpino) o vivaro-alpino orientale che si parla in Italia nelle Valli occitane del Piemonte e a Guardia Piemontese (provincia di Cosenza), conosciuto come guardiolo;
- il vivarodaufinenc o Vivaro-alpino occidentale che si parla nel sud dell'Isère, nel Drôme e nell'Alta Loira.

## Denominazione e classificazione
Il vivaro-alpino è stato a lungo considerato come un sotto-dialetto del provenzale, sotto la denominazione di provenzale alpino o addirittura nord-provenzale. La sua estensione nella parte meridionale del Delfinato gli è valso l'appellativo di delfinese (in francese dauphinois). Nel suo Atlante delle lingue minacciate, l'UNESCO lo classifica come lingua "in pericolo".

## Caratterizzazione
Il vivaro-alpino condivide con le altre varietà del nord occitano (limosino, alverniate) la palatalizzazione delle consonanti k e g davanti ad a in particolare: chantar (« cantare »), jai (« ghiandaia », in francese geai). L'occitano meridionale ha rispettivamente: cantar, gai.
La sua caratteristica principale è la caduta delle intervocaliche dentali latine semplici: 
- chantaa o chantaia per chantada (« cantata », in francese chantée),
- monea per moneda (« moneta »),
- bastia o bastiá per bastida (« imbastitura », in francese bâtie),
- maür per madur (« maturo », in francese mûr).
In particolare, la t finale dei participi passati maschili è sfumata: chantà (scritta chantat nella grafia classica) per chantat (« cantato », in francese chanté).
La desinenza verbale di prima persona è -o (come in italiano, catalano orientale, castigliano e portoghese, ma anche in piemontese, che è confinante): parlo per parli o parle (« io parlo »), parlavo per parlavi o parlave (« io parlavo »), parlèro per parlèri o parlère (« io ho parlato, io parlavo »).
Un tratto frequente è il rotacismo di l (passaggio di l a r):
- barma per balma o bauma (« grotta »),
- escòra per escòla (« scuola », in francese école),
- saraa o saraia per salada (« insalata », in francese salade).
Nei dialetti delle Alpi, il vivaro-alpino ha mantenuto la pronuncia della r finale degli infiniti (eccezione nell'occitano moderno).